# Coloso de Rodas
El coloso de Rodas era una gran estatua del dios sol griego Helios, realizada por el escultor Cares de Lindos en la isla de Rodas (Grecia) en 280 a. C. y destruida por un terremoto en 226 a. C. Es considerada una de las Siete maravillas del mundo antiguo.
Según la mayoría de las descripciones contemporáneas, el Coloso medía aproximadamente 70 codos, o 33 metros (108,3 pies) de altura, aproximadamente la altura de la moderna Estatua de la Libertad desde los pies hasta la corona, lo que la convierte en la estatua más alta del mundo antiguo. Se derrumbó durante el terremoto del 226 a. C., aunque se conservaron partes. De acuerdo con cierto oráculo, los rodios no volvieron a construirlo. Juan Malalas escribió que Adriano en su reinado volvió a erigir el Coloso, pero se equivocó. Según el Suda, los rodios se llamaban colosenses (Κολοσσαεῖς), porque erigieron la estatua en la isla.
En 653, una fuerza árabe al mando del general musulmán Muawiyah I conquistó Rodas, y según la Crónica de Teófanes el Confesor, la estatua fue completamente destruida y los restos vendidos.
Todo lo que se conoce sobre esta estatua se debe a las noticias que dejaron los escritores antiguos Plinio el Viejo,
Polibio y Estrabón, y a las crónicas bizantinas de Constantino VII Porfirogéneta, Miguel el Sirio y Filón.

## Construcción
La construcción comenzó en el año 292 antes de Cristo. Los relatos antiguos, que difieren en cierta medida, describen que la estructura se construyó con barras de unión de hierro a las que se fijaron placas de latón para formar la piel. El interior de la estructura, que se alzaba sobre un pedestal de mármol blanco de 15 metros (49,2 pies) cerca de la entrada del puerto de Rodas, fue luego rellenado con bloques de piedra a medida que avanzaba la construcción. Otras fuentes sitúan al Coloso en un rompeolas del puerto. Según la mayoría de las descripciones contemporáneas, la estatua en sí tenía unos 70 codos, o 32 metros (105 pies) de altura. Gran parte del hierro y el bronce fue forjado a partir de las diversas armas que el ejército de Demetrio dejó atrás, y la segunda torre de asedio abandonada puede haber sido utilizada como andamio alrededor de los niveles inferiores durante la construcción.
Filón de Bizancio escribió en De septem mundi miraculis que Cares de Lindos creó la escultura in situ fundiéndola primero en hileras horizontales y después de ello colocando "...un enorme montículo de tierra alrededor de cada sección tan pronto como se completó, enterrando así la obra terminada bajo la tierra acumulada, y llevando a cabo la fundición de la siguiente parte en el nivel."
Los ingenieros de siglos posteriores han planteado una hipótesis factible para la construcción de la estatua, basada en la tecnología de la época (que no empleaba los principios modernos de ingeniería sísmica), y en los relatos de Filón y Plinio el Viejo, que vieron y describieron las ruinas.
Se dice que el pedestal de la base tenía al menos 18 metros (59,1 pies) de diámetro, y era circular u octogonal. Los pies estaban tallados en piedra y cubiertos con finas placas de bronce remachadas. Ocho barras de hierro forjado colocadas en posición horizontal radiante formaban los tobillos y giraban hacia arriba para seguir las líneas de las piernas, al tiempo que se hacían progresivamente más pequeñas. Las placas de bronce curvadas fundidas individualmente 60 pulgadas (1,5 m) cuadradas con bordes torneados se unían mediante remaches a través de los agujeros formados durante la fundición para formar una serie de anillos. Las placas inferiores tenían un grosor de 1 pulgada (25,4 mm) hasta la rodilla y de 3/4 de pulgada (1,9 cm) desde la rodilla hasta el abdomen, mientras que las placas superiores tenían un grosor de 1/4 a 1/2 de pulgada (0,6 a 1,3 cm) excepto cuando se requería resistencia adicional en las articulaciones como el hombro, el cuello, etc.
La arqueóloga Ursula Vedder ha propuesto que la escultura fue fundida en grandes secciones siguiendo los métodos tradicionales griegos y que el relato de Filón no es "compatible con la situación demostrada por la arqueología en la antigua Grecia"."

## Características
La estatua (hecha con placas de bronce sobre un armazón de hierro) representaba al dios griego del sol, Helios.
Plinio el Viejo la describe así:

Pero de todos el más admirado fue el Coloso del Sol, en Rodas, hecho por Cares de Lindos, alumno del Lisipo antes mencionado. Esta estatua medía 70 codos (32,41 metros) de altura. Después de 66 años un terremoto la postró, pero incluso yacente es un milagro. Pocos pueden abarcar el pulgar con los brazos, sus dedos eran más grandes que la mayoría de las estatuas que tenían marfil. El vacío de sus miembros rotos se asemeja a grandes cavernas. En el interior se ven magnas rocas, con cuyo peso habían estabilizado su constitución. Doce años tardaron en terminarla y costó 300 talentos, que se consiguieron de las máquinas de guerra abandonadas por el rey Demetrio en el asedio de Rodas.
Plinio el Viejo, Historia natural (34.18.3)

Otras fuentes le atribuían una altura de 80 codos. Es posible que la diferencia se debiera a si se le sumaba o no la altura de la base. Dependiendo de la longitud que se atribuya al codo, se estima que podría haber medido entre 30 y 39 m.
En comparación, la Estatua de la Libertad ―ubicada en Nueva York― mide 46 metros, aunque si se le suma la altura del pedestal, su altura total es de 93 metros.
Filón de Bizancio menciona que la base era de mármol blanco y además señala que en la estatua se gastaron quinientos talentos de bronce y trescientos de hierro y que tenía piedras en su interior.

## Historia

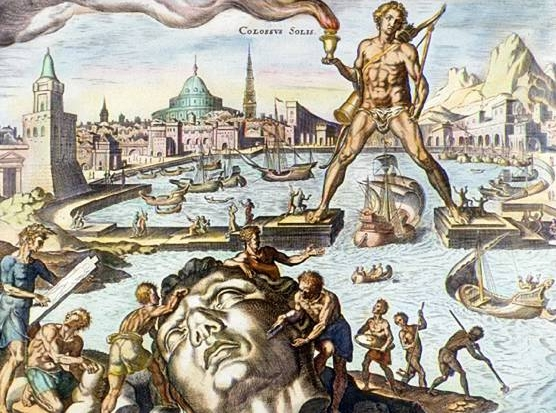
El Coloso en una ilustración de Martin Heemskerck.

En el año 305 a. C. Rodas, que en las luchas de los diádocos se había alineado con Ptolomeo I, fue atacada por un poderoso ejército dirigido por Demetrio Poliorcetes, hijo de Antígono I Monóftalmos.
Demetrio mandó a construir varias torres de asedio y balistas con el fin de asaltar las murallas. La primera de estas torres fue montada en seis barcos. Este primer intento no dio resultado porque los barcos naufragaron en una tormenta antes de que la torre pudiera ser utilizada. Demetrio volvió a intentarlo con otra torre aún mayor construida sobre la tierra. Era tan grande que los rodios tuvieron que agrandar las murallas para que la torre no quedase por encima. Este tipo de arma de asedio era denominada helépolis. Sin embargo, los defensores rodios repelieron el ataque inundando el terreno ante los muros para que la helépolis no pudiera ser desplazada.
En el año 304 a. C. una flota enviada por Ptolomeo I, aliado de Rodas, hizo huir precipitadamente a Demetrio, que abandonó la mayor parte de su armamento de asedio. A pesar de su fracaso frente a los muros de Rodas, Demetrio obtuvo el sobrenombre de Poliorcetes, "conquistador de ciudades", por sus éxitos militares.
Los rodios vendieron por 300 talentos los equipos de asedio abandonados.
Para celebrar su victoria, los rodios decidieron que Cares de Lindos ―nativo de la isla, y discípulo del célebre Lisipo, que había esculpido en Tarento una estatua de bronce de Zeus de unos 22 metros de altura― construyera una estatua gigantesca al dios Helios, protector de la ciudad. Le preguntaron al escultor cuánto costaría una estatua de 50 pies (15 metros) de altura; cuando les respondió, le preguntaron cuánto costaría una estatua del doble de altura. Él respondió que el doble, y los rodios firmaron el contrato. Cares no tuvo presente que al doblar la altura, necesitaría ocho veces más materiales. Esto lo llevó a la bancarrota y el suicidio.
El coloso de Rodas fue terminado por Laques (también de la aldea rodia de Lindos) en el 292 a. C.
Sesenta y seis años después de su construcción, en el año 226 a. C., un terremoto derribó la colosal obra. Los habitantes de Rodas decidieron dejarla acostada en el mismo lugar, pues un oráculo aseguró que el derribo de la estatua había sido voluntad de los dioses. Y así quedaron los restos de la estatua durante novecientos años aproximadamente, hasta que en el año 654 d. C. los musulmanes se apoderaron del bronce como botín en una de sus incursiones.
Un judío de Edesa compró el bronce y dijo haber necesitado 900 camellos para cargarlo aunque otros autores consideran dudoso que el ataque musulmán hubiera encontrado restos apreciables de la estatua pues habían pasado nueve siglos después de su destrucción y los restos eran apreciados para ser reutilizados como bronce y hierro.

## Localización

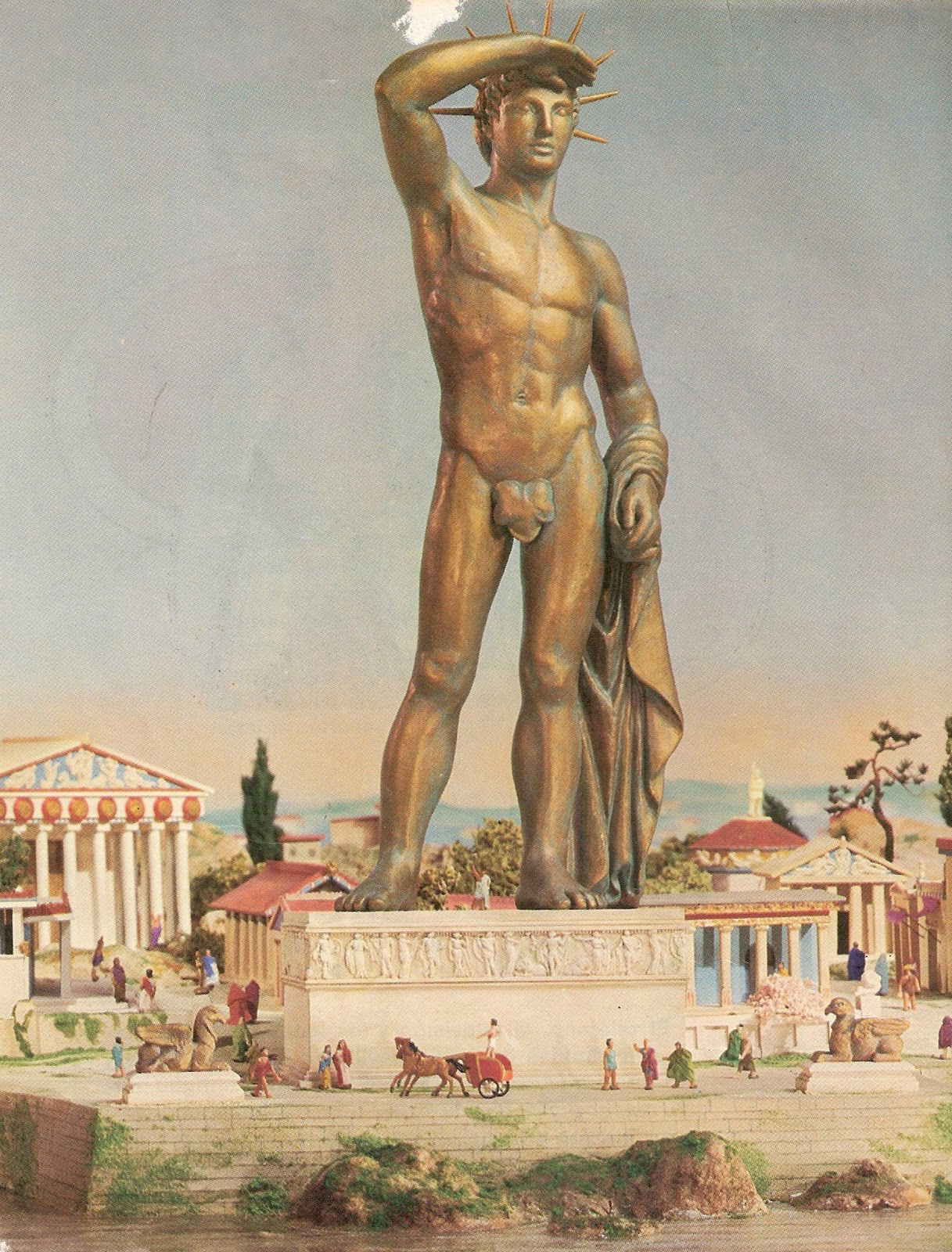
Representación de la ciudad de Rodas en la época, con la posible localización del Coloso.

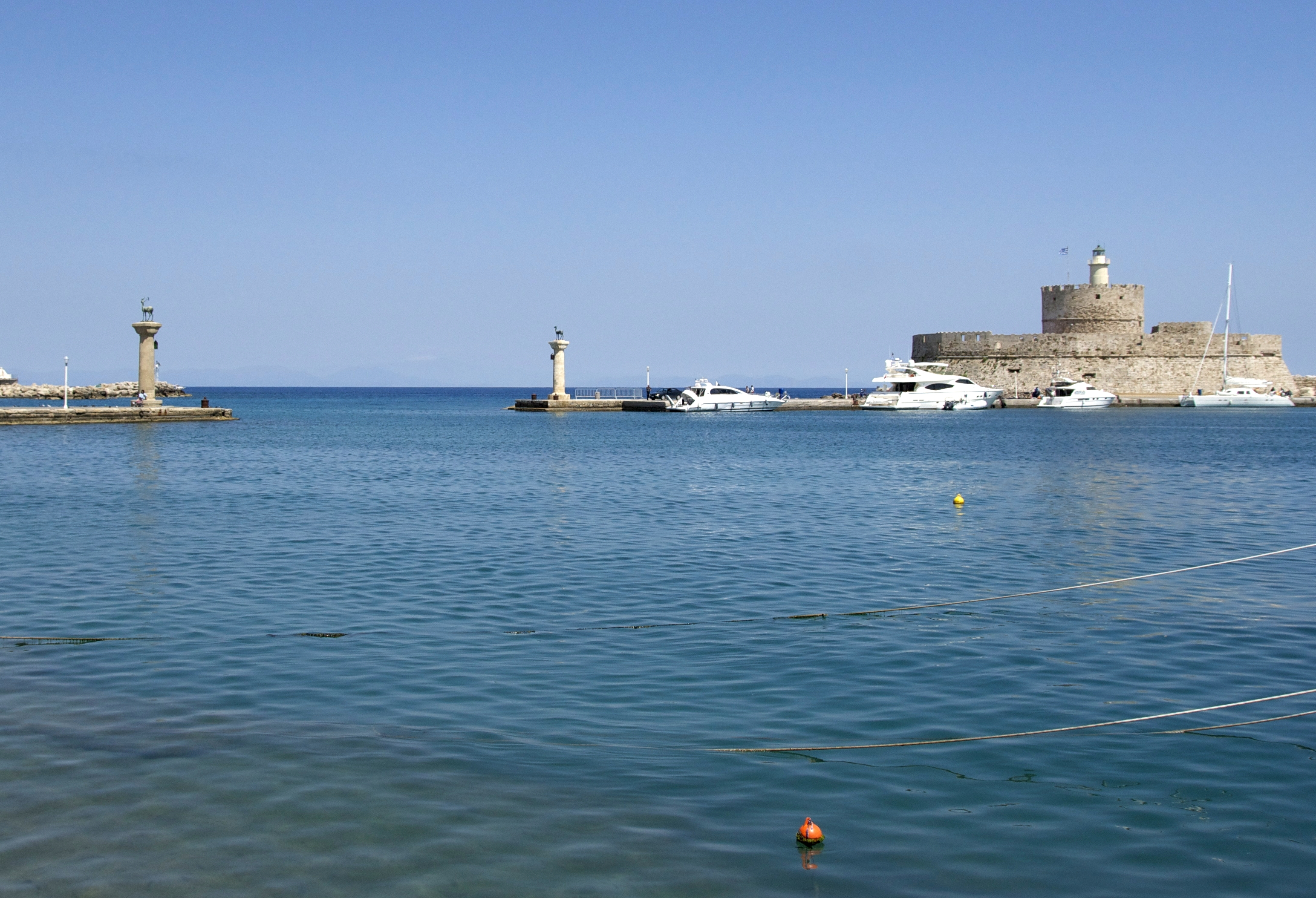
Antigua entrada al puerto desde el terraplén interior; Fortaleza de San Nicolás a la derecha

Durante muchos años se creyó que la estatua había sido erigida con una pierna apoyada en cada parte del muelle de Rodas como aparece en algunas imágenes. Sin embargo, no parece que haya sido realmente así por dos razones: si hubiera sido erigida allí, se habría hundido por su propio peso. La otra razón es que para su construcción tendrían que haber cerrado un muelle de gran importancia militar durante varios años, siendo vulnerables a ataques por mar. 
Mientras que los estudiosos están generalmente de acuerdo en que las representaciones anecdóticas del Coloso a caballo de la entrada del puerto no tienen ninguna base histórica o científica, la ubicación real del monumento sigue siendo objeto de debate. Como se ha mencionado anteriormente, se cree que la estatua se encontraba en el lugar donde ahora se encuentran dos pilares en la entrada del puerto de Mandraki.
Otra hipótesis, publicada en un artículo por la arqueóloga alemana Úrsula Vedder (2008), sugiere que el Coloso no habría estado en el puerto, sino que era parte de la Acrópolis de Rodas, sobre una colina ahora llamada monte Smith, con vistas a la zona portuaria. Tradicionalmente se creía que el templo en la cima del monte Smith estaba dedicado a Apolo, pero ―de acuerdo con Vedder― habría sido un santuario de Helios. Según Vedder, los sobredimensionados cimientos de piedra en el sitio del templo, cuya función no se conoce con exactitud, habrían sido la base de soporte del Coloso.
El suelo de la Fortaleza de San Nicolás, cerca de la entrada del puerto, contiene un círculo de bloques de arenisca de origen o propósito desconocidos. Los bloques curvados de mármol que se incorporaron a la estructura de la fortaleza, pero que se consideran demasiado intrincados para haber sido extraídos con ese fin, se han postulado como los restos de una base de mármol para el Coloso, que se habría levantado sobre los cimientos de bloques de arenisca.

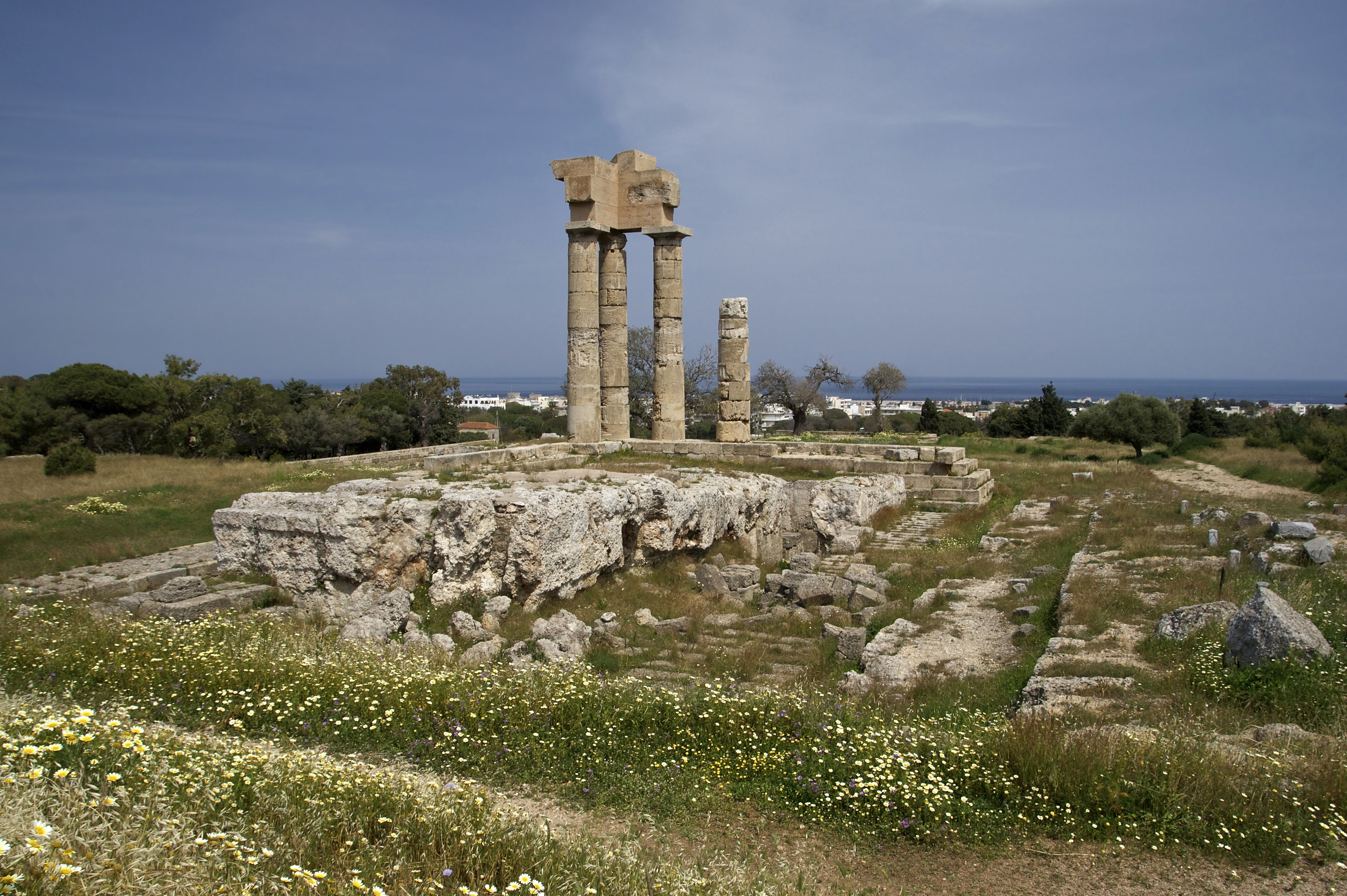
Fundación de piedra y ruinas del templo parcialmente reconstruido en el vértice de la Acrópolis de Rodas

La arqueóloga Ursula Vedder postula que el Coloso no se encontraba en la zona del puerto, sino que formaba parte de la Acrópolis de Rodas, que se encontraba en una colina que domina la zona del puerto. En el punto más alto de la colina se encuentran las ruinas de un gran templo, que tradicionalmente se cree que estaba dedicado a Apolo. Vedder cree que la estructura habría sido en realidad un santuario de Helios, y una parte de sus enormes cimientos de piedra podría haber servido como plataforma de apoyo para el Coloso.

## Proyectos
Según el alcalde de Rodas, Hatzis Hatziefthimiou, en 2008 se encargó al artista alemán Gert Hof la reconstrucción de la obra mediante una «escultura luminosa» de acero (que, como un homenaje al pacifismo, sería fundido a partir de armas de fuego recogidas en todo el mundo).
Debido a un error de traducción, un diario español publicó que la estatua «no será de bronce o piedra, sino de luz», pero en realidad el término inglés light sculpture se refiere a ‘escultura luminosa (o lumínica)’, o sea, una obra con artefactos luminosos que la harían visible en la noche.
La estatua se construiría en el muelle exterior del puerto. De un valor inicial de unos 100 millones de euros, mediría entre 60 y 100 m (la original medía poco más de 30 m) y diversas organizaciones comerciales internacionales se ocuparían de financiarla. Según el artista, el público podría entrar físicamente en la nueva escultura.
Otro proyecto es el Colossus of Rhodes Project, con un equipo internacional en el que figuran los arquitectos Ari A. Palla y Ombretta Iannone, el arqueólogo Christos Giannas, la comercial Dionisis Mpotsas, los ingenieros Enrique Fernández Menéndez y Eral Dupi, y la economista Matilda Palla. Su objetivo era construir una estatua de 150 metros que sirviese como reclamo turístico e impulsara la economía de la isla.